# Laimer Platz (métro de Munich)
Laimer Platz ((en allemand : U-Bahnhof Laimer Platz) est une station terminus de la ligne U5 du métro de Munich, dans le secteur de Laim.

## Situation sur le réseau

Plan du métro (2020).

Laimer Platz est le terminus ouest de la ligne 5.

## Histoire
La station ouvre ses portes le 24 mars 1988. Jusqu'en 1999, la ligne 4 se terminait également à Laimer Platz jusqu'à la jonction avec la station Westendstraße en 1999. Les piliers de la station de métro Laimer Platz sont revêtus de granit gris. Le plafond de la plate-forme est recouvert de panneaux jaune-verdâtre. Le plafond au-dessus des rails est en béton apparent. Les parois de la voie arrière sont constituées de larges panneaux blancs, entre lesquels courent d'étroits traits jaunes, qui s'élèvent en diagonale du bas à gauche au haut à droite.

## Services aux voyageurs

### Accès et accueil
La plate-forme se trouve sous la Gotthardstraße, qui croise ici la Fürstenrieder Straße. Les quatre entrées de la station de métro, qui sont équipées d'escalators et d'escaliers fixes, se situent à cette intersection. De plus, la station de métro Laimer Platz dispose d'un ascenseur à l'extrémité est. À l'extrémité ouest, on peut quitter la station de métro par le portique au sol en direction de la Laimer Platz.

### Desserte
La station est desservie par le MVG-Classe B et MVG-Classe C.

### Intermodalité
La station est en correspondance avec les lignes de bus 51, 57, 151 et 168.